# Naoji Ito
Naoji Ito (伊藤 直司 Ito Naoji?,  nacido el 1 de julio de 1959 en Mie) es un exfutbolista japonés que se desempeñaba como centrocampista.
En 1981, Ito jugó para la Selección de fútbol de Japón.

## Trayectoria

### Clubes
| Club        | País  | Año         |
| ----------- | ----- | ----------- |
| Honda       | Japón | 1978 - 1986 |
| PJM Futures | Japón | 1988 - 1993 |

### Selección nacional
| Selección | País  | Año  |
| --------- | ----- | ---- |
| Absoluta  | Japón | 1981 |

## Estadística de equipo nacional
| Selección de Japón | Selección de Japón | Selección de Japón |
| Año                | Part.              | Goles              |
| ------------------ | ------------------ | ------------------ |
| 1981               | 1                  | 0                  |
| Total              | 1                  | 0                  |